# Moita Redonda
Moita Redonda é um lugar na freguesia de Fátima, no concelho de Ourém, distrito de Santarém, pertencente à província da Beira Litoral, na região do Centro e sub-região do Médio Tejo, em Portugal.
Este lugar tem como padroeira a Santa Luzia, a qual é venerada numa capela que comemorou 400 anos de existência em 2004.
Fica nas proximidades do lugar da Cova da Iria onde se situa o Santuário de Nossa Senhora de Fátima.